# 永徽之治

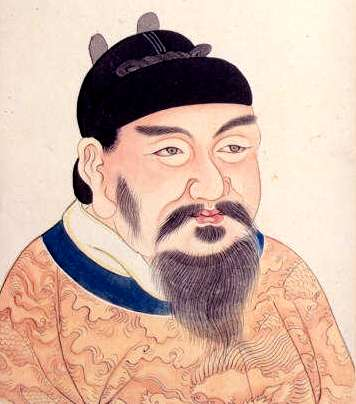
唐高宗

永徽之治是中国唐高宗統治期間所出現的盛世。高宗在位初期以永徽作為年號，高宗继承其父唐太宗的各项政治措施，发展经济、提倡文教、征服外敵、擴張版圖，使得天下大治，國威遠播，所以後世史學家稱其為永徽之治。

## 任用贤能
高宗登基之初，就把太宗时的三日一朝改为一日一朝，勤勉执政。即位之后，重用太宗旧臣李勣、长孙无忌、褚遂良。君臣上下萧规曹随，照太宗时法令执行，颇有貞觀之治之遗风。

## 发展经济
高宗统治期间，社会经济持续发展，全国人口从贞观二十二年（648年）的360万户，增加到永徽三年（652年）380万户。

## 文化教育
永徽三年（652年），编成《唐律疏议》，这是中国现存最完整、最古老的一部典型的封建法典。它全面体现了中国古代法律制度的水平、风格和基本特征，成为中华法系的代表性法典，对后世及当时周边国家产生了极为深远的影响。

## 对外战争
永徽元年（650年），高侃擒车鼻可汗，平定漠北。显庆二年（657年），平定西突厥。
随后，显庆五年（660年），破百济。总章元年（668年）八月。唐军破平壤，灭亡高句丽。
唐朝疆域在高宗统治时期达到鼎盛。